# Route nationale 444
Die Route nationale 444, kurz N 444 oder RN 444, ist eine französische Nationalstraße, die 1933 zwischen Buchères und Château-Chinon festgelegt wurde. Ihre Gesamtlänge betrug 155 Kilometer. 1973 erfolgt die Abstufung dieser Führung durch eine Straßenreform. Im Zusammenhang mit dieser Reform tauchte die Nummer neu als Verbindung zwischen der A87 in Palaiseau und N118 in Bièvres auf. 2006 erfolgte dann die Abstufung dieser Straße im Département Essonne zur D444. Aktuell wird die Nummer für ein Seitenast des Boulevard Périphérique von Nantes (N844) verwendet, der westlich von Nantes abzweigt und mit nordwestlichen Verlauf in die N165 mündet.

## Streckenverlauf
| Position | höchste zulässige Gesamtgeschwindigkeit | Fahrbahnen | Typ                                  | Abschnitt                    | Längengrad | Breitengrad |
| -------- | --------------------------------------- | ---------- | ------------------------------------ | ---------------------------- | ---------- | ----------- |
| 1        | 110                                     | 2          | Beginn der Autobahn mit Kreisverkehr | Porte d Ar Mor - D844 / D201 | 47.2251    | −1.6221     |
| 2        | 110                                     | 2          | Vollständige Anschlussstelle         |                              | 47.2280    | −1.6352     |
| 3        | 110                                     | 2          | Vollständige Anschlussstelle         |                              | 47.2328    | −1.6475     |
| 4        | 110                                     | 2          | Vollständige Anschlussstelle         | (Couëron)                    | 47.2425    | −1.6694     |
| 5        | 110                                     | 2          | Ende der Autobahn                    | D201 – N 165                 | 47.2547    | −1.6812     |